# Jaguar S-Type
|  | Denne artikel omhandler modellen bygget mellem 1998 og 2007. For modellen af samme navn bygget mellem 1963 og 1968, se Jaguar S-Type (1963). |
Jaguar S-Type (type CCX) var en øvre mellemklassebil fra Jaguar Cars. Modellen kom på markedet i oktober 1998 og minder formmæssigt set om Jaguars sedanmodeller fra 1960'erne, specielt modellen af samme navn bygget mellem 1963 og 1968.

## Historie
S-Types forgængere gav inspiration til designet på kølergrillen og forlygterne. S-Type fandtes udelukkende som 4-dørs sedan.
- Bagfra

### Facelift
Et grundlæggende facelift fandt sted i april 2002 hvor kabinen, specielt instrumentbrættet, blev redesignet. Også bilens teknik blev på visse punkter forbedret med f.eks. en 6-trins automatgearkasse fra den tyske fabrikant ZF. Samtidig introduceredes topmodellen S-Type R med kompressorladning, og V8-motoren blev boret op fra 4,0 til 4,2 liter.
I 2002 introduceredes ligeledes en fra X-Type lånt V6-motor på 2,5 liter. Denne blev dog taget af programmet igen allerede efter tre år.
- Jaguar S-Type (2002–2004)
- Bagfra
- Interiør

I juni 2004 blev S-Type igen let modificeret med en bagende med let modificeret form og nye baglygter. Samtidig introduceredes en dieselmotor på 2,7 liter. Fra da af var motorhjelmen fremstillet af aluminium i stedet for som hidtil af stål.
- Jaguar S-Type (2004–2007)
- Bagfra
- Jaguar S-Type R (2004–2007)
- Bagfra

Produktionen af S-Type blev afsluttet i efteråret 2007. Efterfølgeren, Jaguar XF, kom på markedet i foråret 2008.

### Udstyrsvarianter
S-Type fandtes til sidst i følgende udstyrsvarianter:
- Classic (kun 2,7 D)
- Executive (alle motorer undtagen V8 S/C)
- R (kun V8 S/C)

## Motorer
| Model                        | Slagvolume cm³ | Max. effekt kW (hk) / omdr. | Max. drejningsmoment Nm / omdr. | Gearkasse | 0-100 km/t sek. | Topfart km/t |
| ---------------------------- | -------------- | --------------------------- | ------------------------------- | --------- | --------------- | ------------ |
| Benzinmotorer                |                |                             |                                 |           |                 |              |
| 2,5 V6 (Executive)           | 2497           | 147 (200) / 6800            | 245 / 4000                      | M5        | 8,6             | 228          |
| 2,5 V6 (Executive)           | 2497           | 147 (200) / 6800            | 245 / 4000                      | A6        | 9,9             | 225          |
| 3,0 V6 (Executive)           | 2967           | 175 (238) / 6800            | 293 / 4100                      | M5        | 7,6             | 235          |
| 3,0 V6 (Executive)           | 2967           | 175 (238) / 6800            | 293 / 4100                      | A6        | 7,9             | 233          |
| V8 (Executive)               | 4196           | 219 (298) / 6000            | 411 / 4100                      | A6        | 6,5             | 250          |
| V8 S/C (R)                   | 4196           | 291 (396) / 6100            | 541 / 3500                      | A6        | 5,6             | 250          |
| Dieselmotorer                |                |                             |                                 |           |                 |              |
| 2,7 D V6 (Classic/Executive) | 2720           | 152 (207) / 4000            | 435 / 1900                      | M6        | 8,5             | 230          |
| 2,7 D V6 (Classic/Executive) | 2720           | 152 (207) / 4000            | 435 / 1900                      | A6        | 8,6             | 227          |

1. 1 2  Elektronisk begrænset

## Priser
- S-Type blev i et læservalg Die besten Autos foretaget af det tyske fagtidsskrift auto motor und sport syv gange i træk kåret som den bedste importbil i den øvre mellemklasse.